# Kiselëvsk
Kiselëvsk è una città della Russia siberiana meridionale, situata nella oblast' di Kemerovo.
Sorge sulle sponde del fiume Aba (bacino idrografico del fiume Tom'), 193 chilometri a sud del capoluogo Kemerovo.